# 徐楷 (弘治進士)
徐楷（1448年—？），字宗範，浙江寧波府慈谿縣人，民籍，明朝政治人物。

## 生平
成化十九年（1483年）癸卯科浙江鄉試第七十三名舉人。弘治三年（1490年）中式庚戌科會試第六十四名，三甲第八十九名進士。

## 家族
曾祖徐祖平；祖父徐愷；父徐璟，母周氏。永感下。